# Armorial des freguesias de Coruche
- il comporte peu ou pas de sources.
- il reste des blasons à dessiner dans cet armorial.

Cette page donne les armoiries (figures et blasonnements) des freguesias de Coruche. 
| Image | Nom de la commune et blasonnement |
| ----- | --------------------------------- |
|       | Biscainho                         |
|       | Branca                            |
|       | Coruche                           |
|       | Couço                             |
|       | Erra                              |
|       | Fajarda                           |
|       | Santana do Mato                   |
|       | São José da Lamarosa              |